# Campos Oliveira
Campos Oliveira (José Pedro da Silva Campos e Oliveira) (* 17. April 1847 in Ilha de Moçambique, Mosambik; † 1. Januar 1911 ebenda) war mosambikanischer Dichter und gilt als erster portugiesischsprachiger Schriftsteller Mosambiks.

## Biographie
Sein Biograph Manuel Ferreira ist unsicher, ob Campos Oliveira afrikanischer, indischer oder portugiesischer Abstammung war. Einzig der Name seiner Mutter, Ana Maria da Silva Campos, ist bekannt, doch sie starb, als ihr Sohn erst fünf Jahre alt war. Man nimmt an, dass er als Kind nach Margao in Goa, Indien gebracht wurde und dort später Jura studierte. Noch während seines Aufenthaltes in Goa begann seine literarische Karriere mit Veröffentlichungen in Zeitschriften. Nach seiner Rückkehr nach Mosambik um 1866 veröffentlichte er weiterhin Gedichte und Essays in verschiedenen Zeitschriften. Campos Oliveira arbeitete als Sekretär in der Verwaltung von Ilha de Moçambique sowie als Postdirektor. Er entdeckte und veröffentlichte 1888 bisher unbekannte Verse des Dichters Tomás Antônio Gonzaga (1744–1810).

## Werk
Die 31 erhaltenen Gedichte Campos Oliveiras sind romantisch geprägt. Die Romantik war zu diesem Zeitpunkt eigentlich schon lange von anderen Stilen abgelöst worden, doch war die Bewegung schon auf der Iberischen Halbinsel später als in Zentraleuropa angekommen und durch die großen geographischen Distanzen noch später in den Kolonien in Übersee.
Einige Gedichte:
- À Elvira
- Ode sáfica
- A ti
- O pescador de Moçambique
- A uma senhora muito feia